# Micronereis eniwetokensis
Micronereis eniwetokensis är en ringmaskart som beskrevs av Reish 1961. Micronereis eniwetokensis ingår i släktet Micronereis och familjen Nereididae. Inga underarter finns listade i Catalogue of Life.